# Trébédan
Trébédan (tiếng Breton: Trebêran) là một xã của tỉnh Côtes-d'Armor, thuộc vùng Bretagne, tây bắc Pháp.

## Dân số
Người dân ở Trébédan được gọi là Trébédannais.